# Bernhard Dick
Bernhard Dick (* 8. Dezember 1953 in Köln) ist ein deutscher Chemiker und Universitätsprofessor.

## Leben
Bernhard Dick studierte von 1972 bis 1977 Chemie an der Universität zu Köln. 1981 wurde er in Köln bei Georg Hohlneicher zum Dr. rer. nat. promoviert. Nach einer Wissenschaftlichen Assistenz 1981/1982 in Köln war er von 1982 bis 1984 Post Doc an der University of Pennsylvania, Philadelphia, USA am Lehrstuhl R. M. Hochstrasser. 1984 wechselte er als Forscher an die Abteilung für Laserphysik an das Göttinger Max-Planck-Institut für biophysikalische Chemie. 1990  habilitierte er sich an der Georg-August-Universität Göttingen für Physikalische Chemie. 1992 erhielt er einen Ruf auf den Lehrstuhl für Physikalische Chemie an die Universität Regensburg; zudem Direktor des Instituts für Physikalische und Theoretische Chemie.
Dick ist Mitglied des Advisory Editorial Board Chemical Physics. Zudem engagiert er sich in der Deutschen Bunsen-Gesellschaft für Physikalische Chemie. Bernhard Dick ist Vertrauensdozent des Cusanuswerk – Bischöfliche Studienförderung.
Bernhard Dick ist Mitglied der katholischen Studentenverbindungen KDStV Rheno Baltia zu Köln und der KDStV Rupertia Regensburg, beide im CV.

## Leistungen
Hauptforschungspunkte von Dick sind Laserspektroskopie, Photophysik und Photochemie von Molekülen (z. B. Farbstoffe) und Nichtlinear-Optische Materialien (Computersimulationen).
Er engagiert sich als  Sprecher des Graduiertenkollegs Sensorische Photorezeptoren in natürlichen und artifiziellen Systemen an der Universität Regensburg, gefördert von der Deutschen Forschungsgemeinschaft. Forscher des Graduiertenkollegs waren maßgebend an der Erforschung der sechs Gruppen von Photorezeptoren beteiligt: Rhodopsine, Phytochrome, Xanthopsine, Cryptochrome, Phototropine und die sogenannten BLUFProteine. Die vier letzten Gruppen sind Blaulichtrezeptoren, die Licht zwischen 400 und 500 Nanometer Wellenlänge absorbieren. Die letzten drei davon kennzeichnet eine Flavin-basierte Photochemie.

## Ehrungen und Auszeichnungen
- 1981 Universitätspreis der Universität zu Köln
- 1990 Nernst-Preis der Deutschen Bunsen-Gesellschaft für Physikalische Chemie